# Ravy Tsouka
 (février 2024).
Si vous disposez d'ouvrages ou d'articles de référence ou si vous connaissez des sites web de qualité traitant du thème abordé ici, merci de compléter l'article en donnant les références utiles à sa vérifiabilité et en les liant à la section « Notes et références ».
Ravy Tsouka, né le 23 décembre 1994 à Blois en France, est un footballeur international congolais qui joue au poste d'arrière droit à l'AEL Limassol.

## Biographie

### Carrière en club

#### FC Crotone et prêt au Paganese Calcio
Formé au FC Nantes, Ravy Tsouka n'arrive pas à s'imposer et s'envole pour l'Italie afin d'obtenir du temps de jeu. Le 16 janvier 2015, il signe pour le FC Crotone club de Serie B mais ne joue aucun match. Le 31 août 2015, il part sous forme de prêt au Paganese Calcio 1926, club de Serie C pour disputer ses premiers matchs. Il joue son premier match le 14 novembre 2015 face à la Società Sportiva Ischia Isolaverde.  

#### Västerås SK FK
Le 1er mars 2018, il signe pour le club suédois du Västerås SK FK, évoluant en Superettan (D2). Il joue son premier match suédois, le 1er juin 2019 lors d'un match nul 0-0 face à l'Halmstads BK. Il inscrit son premier but en professionnel le 15 juin 2019 lors d'une défaite 3-2 face au Degerfors IF. Il restera deux saisons dans le club, jouant 36 rencontres pour deux buts inscrits.  

#### Helsingborgs IF
Le 1er janvier 2020, il signe pour l'Helsingborgs IF, club évoluant dans l'élite suédois. Il joue son premier match le 22 juin 2020 lors de la troisième journée de championnat face à l'IF Elfsborg. Le score de ce match est nul et vierge. 

#### SV Zulte Waregem
Le 22 juillet 2022, il signe au SV Zulte Waregem. Il joue son premier match sous ses nouvelles couleurs le 31 juillet 2022 face à l'Antwerp comptant pour la Jupiler Pro League. 